# Gran Hotel (Arrecife)
Arrecife Gran Hotel & Spa, známější jako Gran Hotel je výšková budova ve městě Arrecife, ležícím na ostrově Lanzarote, jednom z Kanárských ostrovů (patřících ke Španělsku). Se svou výškou 54 metrů nejvyšší budova ostrova, ale i nejvyšší budovou Kanárských ostrovů stojící mimo ostrovy Tenerife a Gran Canaria. Je to jediná výšková budova na celém ostrově (má 15 nadzemních pater), krátce po dokončení hotelu byla totiž výstavba vysokých budov na ostrově zakázána (mj. z iniciativy Césara Manrique). Patří mezi nejvýznamnější architektonické památky města z druhé poloviny 20. století. Nachází se na konci pobřežní promenády, v těsné blízkosti pláže Playa de El Reducto.

## Historie
Původně se měl hotel jmenovat Hotel Mancomunidad. Rozpočet byl stanoven na 100 milionů peset, které měly být získány od akcionářů, přičemž každá akcie měla hodnotu 5000 peset. Zapojilo se však pouze 300 akcionářů, téměř nikdo z nich nebyl z Lanzarote. Hotel navrhl místní architekt Enrique Spínola González, návrh je unikátní použitím modrém skla. Stavba byla zahájena v roce 1966. Hotel byl slavnostně otevřen 14. září 1970.
V 90. letech 20. století byl hotel opuštěn, v roce 1994 vyhořel. V roce 2004 byl zrekonstruován a přetvořen na luxusní pětihvězdičkový hotel.